# Oniquina
La oniquina es un alcaloide aislado de la madera del árbol Onychopetalum amazonicum y Guatteria dielsiana, y de la corteza de Cleistopholis patens (Annonaceae). Este compuesto muestra actividad antifúngica contra Candida. UV: [neutral]λmax253 (log ε4.62) ;279 (log ε3.85) ;289 (log ε3.88) ;308 (log ε3.3) (EtOH). Este compuesto fue aislado por primera vez por en . Se estableció una fórmula errónea como 4-metil-1-azafluorenona por muchos años hasta que fue se volvió a aislar y se estableció la estructura correcta. 

## Síntesis
Rebstock y colaboradores sintetizaron la oniquina a partir de ácido [2-(diprop-1-en-2-ilcarbamoil)fenil]borónico y 4-cloro-2-yodopiridina de acuerdo al siguiente esquema sintético:
a)Ambos precursores se ponen a reaccionar con un catalizador de paladio de acuerdo al procedimiento de la reacción de Suzuki.
b)En presencia de una base (2,2,6,6-tetrametilpiperiduro de litio) se logra la ciclización para formar el anillo de azaindeno.
c)Se lleva a cabo una metilación de acuerdo a la reacción de Suzuki
Clary y colaboradores sintetizaron la oniquina a través de una reacción de aza-Morita-Baylis-Hillman utilizando N-(bencilideno)bencensulfonamida con 2,4-pentadienoato de metilo, seguido por una adición conjugada intramolecular, una acilación de Friedel-Crafts , una adición de metilo por acción del metilcuprato y formación del anillo aromático.